# Longwy-sur-le-Doubs
Longwy-sur-le-Doubs är en kommun i departementet Jura i regionen Bourgogne-Franche-Comté i östra Frankrike. Kommunen ligger i kantonen Chemin som tillhör arrondissementet Dole. År 2022 hade Longwy-sur-le-Doubs 493 invånare.

## Befolkningsutveckling
Antalet invånare i kommunen Longwy-sur-le-Doubs
Referens:INSEE